# Mia Oberländer
Mia Sophie Oberländer (* 1995 in Ulm) ist eine deutsche Comic-Künstlerin.

## Leben und Werk
Mia Oberländer wurde 1995 in Ulm geboren. Im Alter zwischen 10 und 11 Jahren entstand bei ihr der Wunsch, Manga- oder Comiczeichnerin zu werden. Auf einem Campingplatz in der Toskana mit ihren Eltern entdeckte sie in einer Ausgabe von Der Spiegel einen Beitrag über das Zeichnen von Manga und malte die Bilder des Artikels nach. Seit 2015 lebt sie in Hamburg. Oberländer studierte Illustration an der Hochschule für Angewandte Wissenschaften Hamburg bei Anke Feuchtenberger. Im Rahmen ihrer Bachelorarbeit entstand ihr Comicdebüt Anna. Inspiriert ist der von ihr bezeichnete „grafische Essay“ durch ihre eigene Familiengeschichte, dabei gehe es um die „Körpergröße in Kombination mit Dünnsein“.
Anna spielt in dem Dorf Bad Hohenheim und erzählt in zwölf nicht chronologisch angeordneten Kapiteln von drei hochgewachsenen Protagonistinnen, die alle den Namen Anna tragen. Anna 1 bringt in den 1960er Jahren ein riesiges Baby zur Welt. Die Beine überragen den Kinderwagen, auf dem Dreirad reichen Anna 2 die Knie bis an die Ohren. Während die Mutter noch sehr unmittelbar mit der Größe ihrer Tochter zurechtkommen muss, leidet Anna 2 auch Jahre später noch wegen ihrer „schrecklichen Unproportionalität“. Sie verlässt das Dorf, kehrt nach einiger Zeit allerdings wieder in ihre Heimat zurück und ist mittlerweile selber Mutter. Anna 3 kann als Jugendliche gelegentlich von ihrer Körpergröße profitieren und hat zum Beispiel kaum Probleme, ohne Ausweis in die örtliche Diskothek zu gelangen. Sie verliebt sich in den Bademeister Marco und findet endlich jemanden auf Augenhöhe.
Aktuell studiert Oberländer in der Masterklasse von Anke Feuchtenberger, arbeitet als Multimedia-Assistentin für den Norddeutschen Rundfunk und beteiligt sich an der Organisation des Hamburger Comicfestivals.

## Stil
Häufig geht es laut Oberländer in ihren Geschichten um zwischenmenschliche Probleme, ohne dass sie sich dieses Thema explizit vornehme, sondern sie „komme da einfach immer wieder an“. Irritierende Alltagserlebnisse oder Gespräche assoziiere sie am Ende fast immer mit dem „Grundproblem“ zwischenmenschlichen Verhaltens – „[w]ie man so ist und wie man sein will und wie das mit dem Umfeld zusammenpasst“.
Oberländer zeichnete ihr Erstlingswerk Anna mit Bleistift in einer klaren, schnörkellosen Bildsprache. Viele Flächen bleiben weiß, Farbe setzt Oberländer nur reduziert ein. Die verschiedenen Zeitebenen verdeutlicht sie durch unterschiedliche Farbgebung und Stile: So ist beispielsweise die Kindheit von Anna 1 in Schwarz-Weiß gehalten, die späten 1950er sind Rostbraun koloriert. Strenge Konturen grenzen die kräftigen Farbflächen voneinander ab. Das Lettering gestaltet Oberländer ebenfalls unterschiedlich: Mal setzt sie die Schrift in schlanken, leicht geneigten Großbuchstaben, an anderer Stelle in altmodisch wirkender Schreibschrift.

## Veröffentlichungen
- Anna. Edition Moderne, Zürich 2021, 220 Seiten, farbig, Flexcover mit Leseband, ISBN 978-3-03731-222-3.

## Ausstellungen
Die Ludwiggalerie Schloss Oberhausen organisierte im Kleinen Schloss vom 20. Oktober 2024 bis zum 2. Februar 2025 die Gruppenausstellung Aus der Rolle gefallen – Deutsche Comiczeichnerinnen im Blick. Der Titel der Ausstellung Aus der Rolle gefallen solle bereits zeigen, dass es inhaltlich um vertraute aber auch zu hinterfragende Rollenerwartungen an Frauen gehe. Neben Mia Oberländer wurden noch Leben und Werk von Franziska Becker, Julia Bernhard, Lisa Frühbeis und Paulina Stulin vorgestellt. Die gezeigten Künstlerinnen, bis auf Becker, gehören zu den Jahrgängen von Mitte der 1980er bis Mitte der 1990er Jahre. Damit sind sie laut den Ausstellern „Stimmen einer Generation, in der es immer selbstverständlicher wird auch weibliche Themen in den gezeichneten Geschichten zu besetzen“, in einer vormals männlich dominierten Comicszene (was für Künstler wie auch Leser gelte). Dabei sei es besonders erwähnenswert, dass es sich bei den fünf Comic-Künstlerinnen um „Doppeltalente handelt“, da sie sowohl Inhalt und Text, als auch Illustrationen selbst verantworten. Tenor der Ausstellung ist laut Jörg Restoff auf kulturwest.de, dass „herkömmliche Erzählmuster der Comics […] aus der weiblichen Perspektive hinterfragt und umgestrickt“ werden, beispielsweise mit Blick auf „Schönheitsideale, Sexualität oder das tendenziell problematische Verhältnis zum eigenen, als unzureichend empfundenen Körper“.

## Auszeichnungen und Kritiken
Als siebte Preisträgerin erhielt Oberländer aus 105 Bewerbern 2021 für Anna den mit 20.000 EUR dotierten Comicbuchpreis der Berthold Leibinger Stiftung. In der Begründung durch den Jury-Vorsitzenden Andreas Platthaus heißt es, mit Anna habe die Comickünstlerin ein „ebenso witziges wie herausforderndes Lehrstück geschrieben und gezeichnet“. Dabei erzähle sie „nicht mit erhobenem Zeigefinger [...], sondern als Groteske mit Tiefgang“. Das Werk wolle denjenigen Mut machen, die wegen Äußerlichkeiten ausgegrenzt werden. 2022 wurde Oberländer mit dem Sonderpreis „Neue Talente“ Illustration beim Deutschen Jugendliteraturpreis ausgezeichnet.
Laut Eva Königshofen in die Die Tageszeitung ist Anna eine Mischung aus „Portrait gleich mehrerer Generationen, Familienaufstellung und Coming-of-Age-Story“. Die Geschichte stehe metaphorisch „fürs Nicht-ganz-Reinpassen, für ungewolltes Auffallen, aber auch vermeintliches Drüberstehen“. Sowohl die sprachliche als auch die Bildebene zeugen von „mal schrägem, mal trockenem und immer feinem Humor“. Barbara Buchholz hält in Der Tagesspiegel fest, Anna erzähle mit „besonderen grafischen Mitteln von großen Frauen“ und behandelte „anhand dreier Generationen Frauen das Großsein als Zeichen für Anderssein und als Ursache für Ausgrenzung“. Rezensistin Martina Knoben zeigt sich in die Süddeutsche Zeitung ebenfalls angetan von Oberländers Debüt, mit dem sie sämtliche Möglichkeiten des Mediums Comic ausschöpfe. Den teilweise „sehr humorvollen Zeichnungen“ sehe man „nicht nur das Talent, sondern auch die Freude am eigenen Handwerk an“. Dadurch gewinne die recht schwermütige Geschichte an Leichtigkeit.